# 보퍼트벌거숭이등과일박쥐
보퍼트벌거숭이등과일박쥐(Dobsonia beauforti)는 큰박쥐과에 속하는 박쥐의 일종이다. 인도네시아의 토착종이다. 자연 서식지는 동굴이다.